# Anaphes speciosus
Anaphes speciosus is een vliesvleugelig insect uit de familie Mymaridae. De wetenschappelijke naam is voor het eerst geldig gepubliceerd in 1955 door Soyka.